# El Granada
El Granada ist ein census-designated place (CDP) im San Mateo County im US-Bundesstaat Kalifornien mit 5481 Einwohnern (Stand: 2020). El Granada liegt am Pazifik auf einer Fläche von 14 km². 

## Verkehr
Der nächste Flughafen Half Moon Bay Airport liegt in der benachbarten Stadt Half Moon Bay. Außerdem wird der Ort von der California State Route 1 tangiert.